# Com Licença, Eu Vou à Luta
Com Licença, Eu Vou à Luta é um livro autobiográfico de Eliane Maciel, escrito no final dos anos 70 e adaptado para o cinema em 1986.
Fala dos problemas da juventude numa época de ditadura.